# 地主恵亮
地主 恵亮（じぬし けいすけ、1985年8月3日 - ）は、日本のフリーライター。福岡県北九州市出身。
主に「デイリーポータルZ」などのWebメディアで執筆を行う傍ら、東京農業大学の非常勤講師も務める。

## 略歴・人物
武蔵野美術大学を卒業後、出版社に勤務するも10ヶ月で勤務していた部署が廃止となり無職となる。
2009年5月よりデイリーポータルZで「山野 恵亮」名義（後に現在の名義に改める）でライターデビュー。
「50年前のガイドブックに載っている店巡り」の企画記事で多くのPV数を挙げ、書籍化される。
2013年末、イギリスの一般紙ガーディアンにて、「世界で最も気持ち悪い男」として取り上げられる（経緯については後述）。
2014年より、東京農業大学の非常勤講師となる。
2018年9月、山梨県北都留郡小菅村の「盛り上げ隊大使」に任命される。

## ひとりデートマスター
地主は2012年頃より、小道具を駆使して架空の「彼女」とのデート写真を模して自撮り撮影した「ひとりデート」写真をSNSで公開するようになる。
その手法を「一人で彼女と写真を撮る方法」としてデイリーポータルZなどで紹介していたが、2013年暮れにネット上で拡散していたひとりデートの写真がイギリス「ガーディアン」の記者の目に止まった。ガーディアン紙で地主が「世界で最も気持ち悪い男」として取り上げられたのを機にCNNや朝日新聞といったメディアや、アウト×デラックスなどのテレビ番組に「ひとりデートマスター」として取り上げられるようになった。
2014年10月には「妄想彼女」のタイトルで書籍化され、2015年5月にはフジテレビ系にてテレビドラマ化された。
なお、地主はテレビドラマの第3話に端役で出演している。

## 著書
- 昔のグルメガイドで東京おのぼり観光（2012年、アスペクト）ISBN 978-4757220430
- 妄想彼女 頭の中で作り上げた僕の恋人（2014年、鉄人社）ISBN 978-4865370188
- インスタントリア充 人生に「いいね! 」をつける21の方法（2016年、扶桑社）ISBN 978-4594074197
- ひとりぼっちを全力で楽しむ リア充に負けない22の人生戦略（2017年、すばる舎）ISBN 978-4799106624

## テレビ出演
- 行列のできる法律相談所（日本テレビ系、2014年3月30日）
- アウト×デラックス（フジテレビ系、2014年5月29日）
- めざましテレビ（フジテレビ系、2014年11月24日ほか）
- ぎゃっぷ人（日本テレビ、2014年12月24日）
- ゴロウ・デラックス（TBSテレビ系、2015年3月20日）
- ABChanZoo（テレビ東京系、2015年3月22日）
- みんなのニュース（フジテレビ、2015年5月21日）
- ネクストブレイク 妄soul!!（日本テレビ、2015年5月26日）
- 妄想彼女 第3話（フジテレビ系、2015年6月13日） - パーティー出席者役
- ワケあり!レッドゾーン（日本テレビ系、2015年9月18日）
- 嵐にしやがれ（日本テレビ系、2016年8月6日）
- 深夜に発見!新shock感～一度おためしください～（テレビ東京、2018年2月4日）
- 世界まる見え!テレビ特捜部（日本テレビ系、2018年4月2日）